# Seznam mistrů světa v orientačním běhu – štafety
Seznam mistrů světa v orientačním běhu ve štafetovém závodě seřazen podle data od roku 1966. Štafety se běhají od počátku jako 4členné a od roku 2003 již jen jako 3členné.

## Muži
| Rok     | Zlato                                                                   | Stříbro                                                                        | Bronz                                                                         | Parametry |
| ------- | ----------------------------------------------------------------------- | ------------------------------------------------------------------------------ | ----------------------------------------------------------------------------- | --------- |
| MS 1966 | Švédsko Bertil Norman Karl Johansson Anders Morelius Göran Öhlund       | Finsko Erkki Kohvakka Rolf Koskinen Juhani Salmenkylä Aimo Tepsell             | Norsko Dagfinn Olsen Ola Skarholt Åge Hadler Stig Berge                       |           |
| MS 1968 | Švédsko Sture Björk Karl Johansson Sten-Olof Carlström Göran Öhlund     | Finsko Rolf Koskinen Veijo Tahvanainen Juhani Salmenkylä Markku Salminen       | Norsko Per Fosser Ola Skarholt Stig Berge Åge Hadler                          |           |
| MS 1970 | Norsko Ola Skarholt Stig Berge Per Fosser Åge Hadler                    | Švédsko Björn Nordin Karl Johansson Sture Björk Bernt Frilén                   | Československo Zdeněk Lenhart Bohuslav Beránek Jaroslav Jašek Svatoslav Galík |           |
| MS 1972 | Švédsko Lennart Carlström Rolf Pettersson Arne Johansson Bernt Frilén   | Švýcarsko Dieter Hulliger Dieter Wolf Bernard Marti Karl John                  | Bulharsko Zoltán Boros János Sőtér Géza Vajda András Hegedűs                  |           |
| MS 1974 | Švédsko Rolf Pettersson Gunnar Öhlund Arne Johansson Bernt Frilén       | Finsko Hannu Mäkirinta Markku Salminen Risto Nuuros Seppo Väli-Klemelä         | Norsko Svein Jacobsen Jan Fjærestad Ivar Formo Eystein Weltzien               |           |
| MS 1976 | Švédsko Erik Johansson Gert Pettersson Arne Johansson Rolf Pettersson   | Norsko Jan Fjærestad Øystein Halvorsen Svein Jacobsen Egil Johansen            | Finsko Hannu Mäkirinta Markku Salminen Matti Mäkinen Kimmo Rauhamäki          |           |
| MS 1978 | Norsko Jan Fjærestad Svein Jacobsen Egil Johansen Eystein Weltzien      | Švédsko Rolf Pettersson Lars Lönnkvist Kjell Lauri Olle Nabo                   | Finsko Urho Kujala Jorma Karvonen Simo Nurminen Risto Nuuros                  |           |
| MS 1979 | Švédsko Rolf Pettersson Kjell Lauri Lars Lönnkvist Björn Rosendahl      | Finsko Seppo Keskinarkaus Hannu Kottonen Risto Nuuros Ari Anjala               | Československo Petr Uher Zdeněk Lenhart Jiří Ticháček Jaroslav Kačmarčík      |           |
| MS 1981 | Norsko Øyvin Thon Harald Thon Tore Sagvolden Sigurd Dæhli               | Švédsko Lars-Henrik Undeland Bengt Levin Jörgen Mårtensson Lars Lönnkvist      | Finsko Kari Sallinen Ari Anjala Seppo Rytkonen Hannu Kottonen                 |           |
| MS 1983 | Norsko Morten Berglia Øyvin Thon Tore Sagvolden Harald Thon             | Československo Vlastimil Uchytil Pavel Ditrych Jozef Pollák Jaroslav Kačmarčík | Švédsko Bengt Levin Kjell Lauri Lars Lönnkvist Kent Olsson                    |           |
| MS 1985 | Norsko Morten Berglia Atle Hansen Tore Sagvolden Øyvin Thon             | Švédsko Lars Palmqvist Michael Wehlin Kjell Lauri Jörgen Mårtensson            | Švýcarsko Willi Müller Martin Howald Urs Flühmann Alain Gafner                |           |
| MS 1987 | Norsko Morten Berglia Håvard Tveite Tore Sagvolden Øyvin Thon           | Švýcarsko Markus Stappung Stefan Bolliger Kaspar Öttli Urs Flühmann            | Švédsko Kent Olsson Hans Melin Jörgen Mårtensson Michael Wehlin               |           |
| MS 1989 | Norsko Øyvin Thon Rolf Vestre Petter Thoresen Håvard Tveite             | Švédsko Kent Olsson Michael Wehlin Jörgen Mårtensson Håkan Eriksson            | Finsko Keijo Parkkinen Ari Kattainen Peter Ivars Reijo Mattinen               |           |
| MS 1991 | Švýcarsko Thomas Bührer Alain Berger Urs Flühmann Christian Aebersold   | Norsko Petter Thoresen Bjørnar Valstad Rolf Vestre Håvard Tveite               | Finsko Reijo Mattinen Ari Anjala Miko Kuisma Keijo Parkkinen                  |           |
| MS 1993 | Švýcarsko Dominik Humbel Christian Aebersold Urs Flühmann Thomas Bührer | Anglie Jonathan Musgrave Martin Bagness Stephen Palmer Steven Hale             | Finsko Keijo Parkkinen Mika Kuisma Petri Forsman Timo Karppinen               |           |
| MS 1995 | Švýcarsko Alain Berger Daniel Hotz Christian Aebersold Thomas Bührer    | Finsko Keijo Parkkinen Reijo Mattinen Timo Karppinen Janne Salmi               | Švédsko Lars Holmqvist Jimmy Birklin Johan Ivarsson Jörgen Mårtensson         |           |
| MS 1997 | Dánsko Torben Skovlyst Carsten Jørgensen Chris Terkelsen Allan Mogensen | Finsko Timo Karppinen Juha Peltola Mikael Boström Janne Salmi                  | Norsko Håvard Tveite Bjørnar Valstad Kjetil Bjørlo Petter Thoresen            |           |
| MS 1999 | Norsko Tore Sandvik Bernt Bjørnsgaard Petter Thoresen Bjørnar Valstad   | Finsko Jani Lakanen Juha Peltola Mikael Boström Janne Salmi                    | Švédsko Jimmy Birklin Håkan Eriksson Jörgen Olsson Johan Ivarsson             |           |
| MS 2001 | Finsko Jani Lakanen Jarkko Huovila Juha Peltola Janne Salmi             | Norsko Bernt Bjørnsgaard Carl Henrik Bjørseth Tore Sandvik Bjørnar Valstad     | Česko Michal Horáček Michal Jedlička Radek Novotný Rudolf Ropek               |           |
| MS 2003 | Švédsko Niclas Jonasson Mattias Karlsson Emil Wingstedt                 | Finsko Jani Lakanen Jarkko Huovila Mats Haldin                                 | Anglie Daniel Marston Jon Duncan Jamie Stevenson                              |           |
| MS 2004 | Norsko Bjørnar Valstad Øystein Kristiansen Jørgen Rostrup               | Rusko Michail Mamlejev Andrej Chramov Valentin Novikov                         | Švédsko Mattias Karlsson Emil Wingstedt Niclas Jonasson                       |           |
| MS 2005 | Norsko Holger Hott Johansen Øystein Kristiansen Jørgen Rostrup          | Francie François Gonon Damien Renard Thierry Gueorgiou                         | Švýcarsko Matthias Merz Marc Lauenstein Daniel Hubmann                        |           |
| MS 2006 | Rusko Roman Jefimov Andrej Chramov Valentin Novikov                     | Finsko Mats Haldin Jarkko Huovila Jani Lakanen                                 | Švédsko Niclas Jonasson Emil Wingstedt Mattias Karlsson                       |           |
| MS 2007 | Rusko Roman Jefimov Andrej Chramov Valentin Novikov                     | Švédsko Peter Öberg David Andersson Emil Wingstedt                             | Finsko Mats Haldin Pasi Ikonen Tero Föhr                                      |           |
| MS 2008 | Velká Británie Graham Gristwood Jon Duncan Jamie Stevenson              | Rusko Dmitrij Cvetkov Andrej Chramov Valentin Novikov                          | Švýcarsko Baptiste Rollier Matthias Merz Daniel Hubmann                       |           |
| MS 2009 | Švýcarsko Baptiste Rollier Daniel Hubmann Matthias Merz                 | Rusko Dmitrij Cvetkov Valentin Novikov Andrej Chramov                          | Finsko Topi Anjala Tero Föhr Mats Haldin                                      |           |
| MS 2010 | Rusko Andrej Chramov Dmitrij Cvetkov Valentin Novikov                   | Norsko Carl Waaler Kaas Audun Weltzien Olav Lundanes                           | Švýcarsko Daniel Hubmann Matthias Müller Matthias Merz                        |           |
| MS 2011 | Francie Philippe Adamski François Gonon Thierry Gueorgiou               | Norsko Carl Waaler Kaas Anders Nordberg Olav Lundanes                          | Švédsko Anders Holmberg Olle Boström David Andersson                          |           |
| MS 2012 | Česko Tomáš Dlabaja Jan Šedivý Jan Procházka                            | Norsko Magne Dæhli Carl Waaler Kaas Olav Lundanes                              | Švédsko Jonas Leandersson Peter Öberg Anders Holmberg                         |           |
| MS 2013 | Rusko Leonid Novikov Valentin Novikov Dmitrij Cvetkov                   | Švédsko Anders Holmberg Peter Öberg Gustav Bergman                             | Ukrajina Pavlo Ushkvarok Oleksandr Kratov Denys Ščerbakov                     |           |
| MS 2014 | Švédsko Jonas Leandersson Fredrik Johansson Gustav Bergman              | Švýcarsko Fabian Hertner Daniel Hubmann Matthias Kyburz                        | Francie Frédéric Tranchand François Gonon Thierry Gueorgiou                   |           |
| MS 2015 | Švýcarsko Fabian Hertner Daniel Hubmann Matthias Kyburz                 | Norsko Øystein Kvaal Østerbø Carl Godager Kaas Magne Dæhli                     | Francie Vincent Coupat Lucas Basset Frédéric Tranchand                        |           |
| MS 2016 | Norsko Carl Godager Kaas Olav Lundanes Magne Dæhli                      | Švýcarsko Fabian Hertner Daniel Hubmann Matthias Kyburz                        | Švédsko Fredrik Bakkman Gustav Bergman William Lind                           |           |
| MS 2017 | Norsko Eskil Kinneberg Olav Lundanes Magne Dæhli                        | Francie Frédéric Tranchand Lucas Basset Thierry Gueorgiou                      | Švédsko Johan Runesson William Lind Gustav Bergman                            |           |
| MS 2018 | Norsko Hallan Steiwer Gaute Eskil Kinneberg Magne Dæhli                 | Švýcarsko Florian Howald Daniel Hubmann Matthias Kyburz                        | Francie Nicolas Rio Lucas Basset Frédéric Tranchand                           |           |

## Medailová klasifikace podle zemí
Úplná medailová tabulka:
| Medailová klasifikace podle zemí | Medailová klasifikace podle zemí | Medailová klasifikace podle zemí | Medailová klasifikace podle zemí | Medailová klasifikace podle zemí | Medailová klasifikace podle zemí |
| Umístění                         | Země                             | Zlato                            | Stříbro                          | Bronz                            | Součet                           |
| -------------------------------- | -------------------------------- | -------------------------------- | -------------------------------- | -------------------------------- | -------------------------------- |
|                                  | Norsko                           | 13                               | 7                                | 4                                | 24                               |
|                                  | Švédsko                          | 8                                | 7                                | 10                               | 25                               |
|                                  | Švýcarsko                        | 5                                | 5                                | 4                                | 14                               |
| 4.                               | Rusko                            | 4                                | 3                                | -                                | 7                                |
| 5.                               | Finsko                           | 1                                | 9                                | 8                                | 18                               |
| 6.                               | Francie                          | 1                                | 2                                | 3                                | 6                                |
| 7.                               | Česko                            | 1                                | 1                                | 3                                | 5                                |
| 8.                               | Spojené království               | 1                                | 1                                | 1                                | 3                                |
| 9.                               | Dánsko                           | 1                                | -                                | -                                | 1                                |
| 10.                              | Bulharsko                        | -                                | -                                | 1                                | 1                                |
| 10.                              | Ukrajina                         | -                                | -                                | 1                                | 1                                |